# Viviez
Viviez est une commune française située dans le département de l'Aveyron, en région Occitanie. Dans cette commune, on parle communément de Viviez-Bourg (où se trouvent notamment la mairie, la gare, l'église et le château) et de Viviez-Pont, qui jouxte la commune voisine de Decazeville en direction de Rodez.
La commune de Viviez a été associée quelques années (de 1975 à 1978) à la commune voisine des Albres.

## Géographie

### Communes limitrophes
Les communes limitrophes sont Les Albres, Aubin, Boisse-Penchot et Decazeville.

### Hydrographie

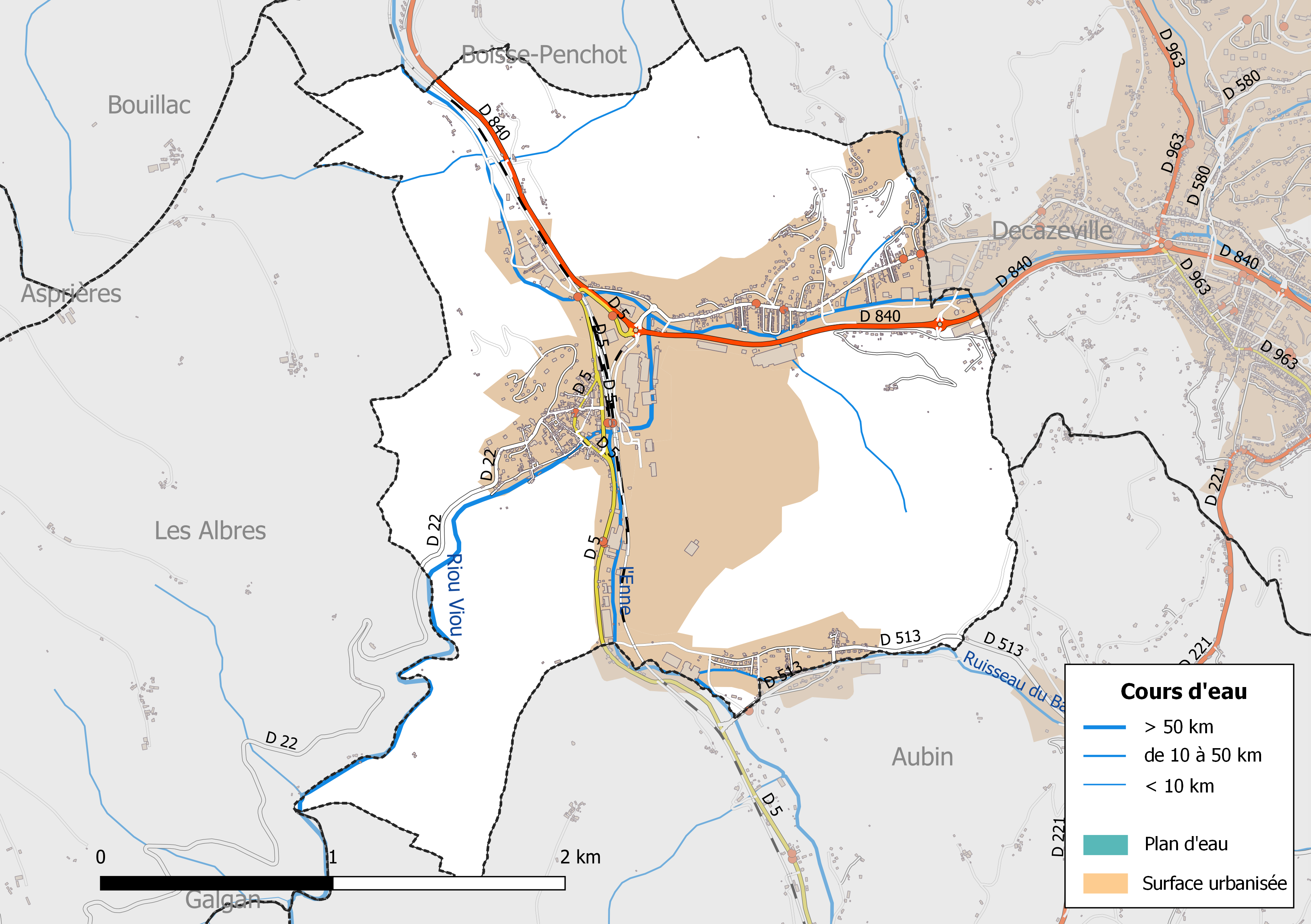
Réseaux hydrographique et routier de Viviez.

La commune est drainée par le Riou Viou, l'Enne, le Riou Mort, le ruisseau du Banel et par divers petits cours d'eau.
Le Riou Viou, d'une longueur totale de 25,4 km, prend sa source dans la commune d'Escandolières et se jette  dans le Riou Mort à Viviez, après avoir arrosé 9 communes.
L'Enne, d'une longueur totale de 10 km, prend sa source dans la commune de Cransac-les-Thermes et se jette  dans le Riou Viou  à Viviez, après avoir arrosé 3 communes.
Le Riou Mort, d'une longueur totale de 23,1 km, prend sa source dans la commune d'Escandolières et se jette  dans le Lot à Boisse-Penchot, après avoir arrosé 8 communes.

### Climat
Pour des articles plus généraux, voir Climat de l'Occitanie et Climat de l'Aveyron.
En 2010, le climat de la commune est de type climat méditerranéen altéré, selon une étude s'appuyant sur une série de données couvrant la période 1971-2000. En 2020, Météo-France publie une typologie des climats de la France métropolitaine dans laquelle la commune est exposée à un climat de montagne et est dans la région climatique Ouest et nord-ouest du Massif Central, caractérisée par une pluviométrie annuelle de 900 à 1 500 mm, maximale en automne et en hiver.
Pour la période 1971-2000, la température annuelle moyenne est de 13,3 °C, avec une amplitude thermique annuelle de 16,1 °C. Le cumul annuel moyen de précipitations est de 992 mm, avec 11,3 jours de précipitations en janvier et 6,5 jours en juillet. Pour la période 1991-2020, la température moyenne annuelle observée sur la station météorologique la plus proche, située sur la commune de Saint-Constant-Fournoulès à 14 km à vol d'oiseau, est de 12,7 °C et le cumul annuel moyen de précipitations est de 1 058,4 mm,. Pour l'avenir, les paramètres climatiques de la commune estimés pour 2050 selon différents scénarios d'émission de gaz à effet de serre sont consultables sur un site dédié publié par Météo-France en novembre 2022.

### Milieux naturels et biodiversité

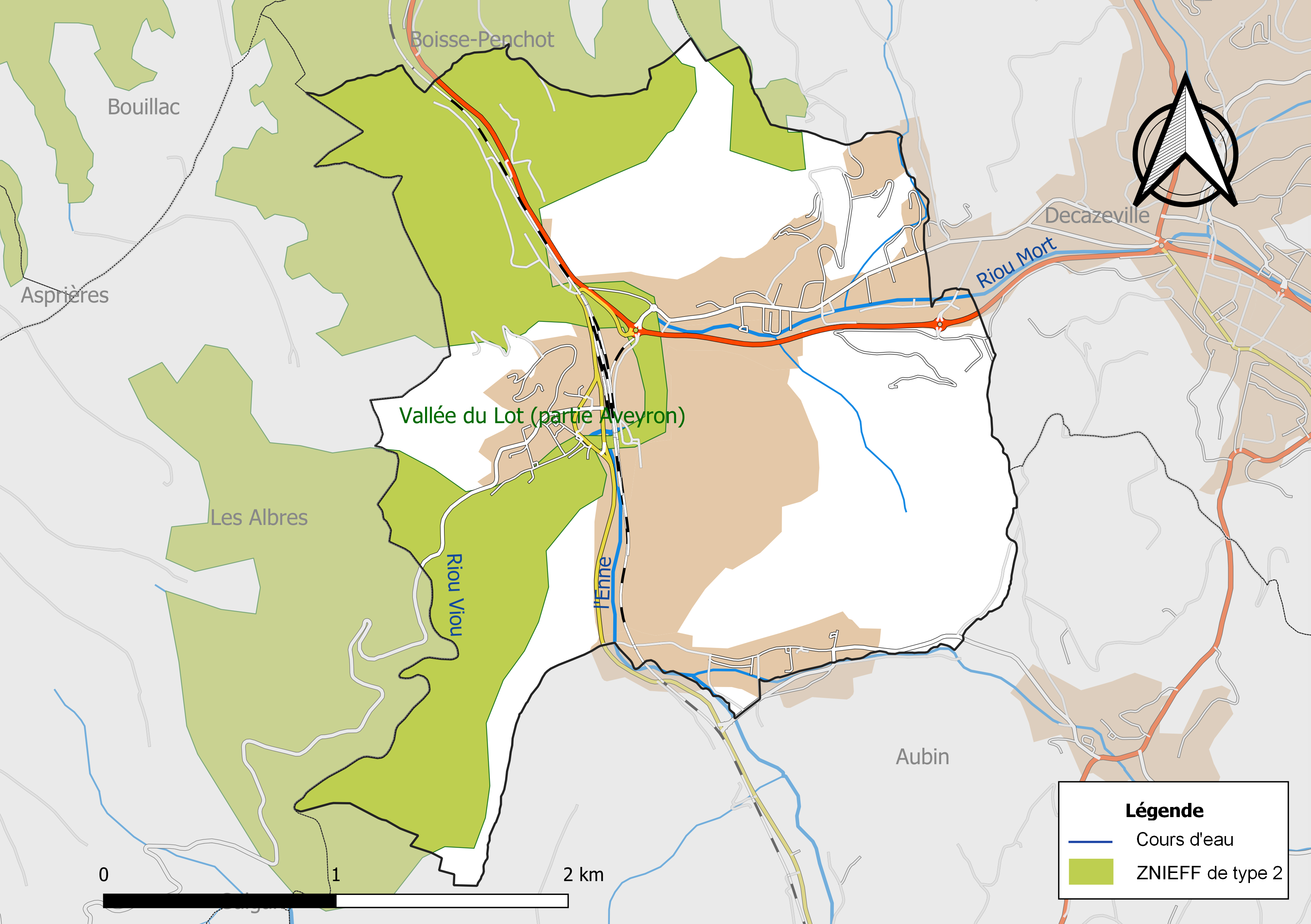
Carte de la ZNIEFF de type 2 localisée sur la commune.

L’inventaire des zones naturelles d'intérêt écologique, faunistique et floristique (ZNIEFF) a pour objectif de réaliser une couverture des zones les plus intéressantes sur le plan écologique, essentiellement dans la perspective d'améliorer la connaissance du patrimoine naturel national et de fournir aux différents décideurs un outil d'aide à la prise en compte de l'environnement dans l'aménagement du territoire.
Le territoire communal de Viviez comprend une ZNIEFF de type 2,, la « Vallée du Lot (partie Aveyron) » (19 239 ha), qui s'étend sur 47 communes dont 39 dans l'Aveyron, 5 dans le Cantal, 2 dans le Lot et 1 dans la Lozère.

## Urbanisme

### Typologie
Au 1er janvier 2024, Viviez est catégorisée bourg rural, selon la nouvelle grille communale de densité à 7 niveaux définie par l'Insee en 2022.
Elle appartient à l'unité urbaine de Decazeville, une agglomération intra-départementale dont elle est une commune de la banlieue,. Par ailleurs la commune fait partie de l'aire d'attraction de Decazeville, dont elle est une commune du pôle principal,. Cette aire, qui regroupe 12 communes, est catégorisée dans les aires de moins de 50 000 habitants,.

### Occupation des sols

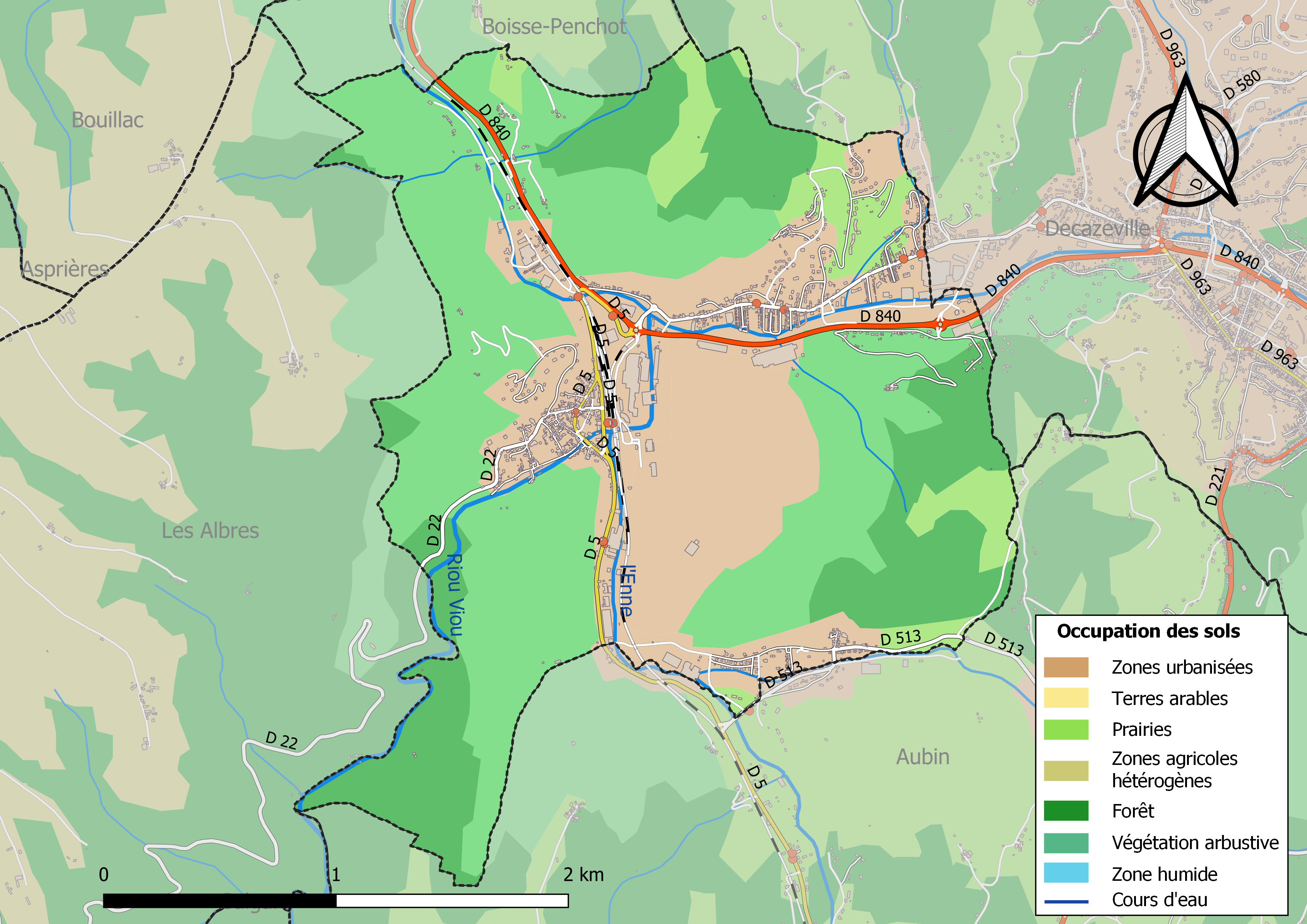
Infrastructures et occupation des sols de la commune de Viviez.

L'occupation des sols de la commune, telle qu'elle ressort de la base de données européenne d’occupation biophysique des sols Corine Land Cover (CLC), est marquée par l'importance des forêts et milieux semi-naturels (60,2 % en 2018), une proportion sensiblement équivalente à celle de 1990 (60,7 %). La répartition détaillée en 2018 est la suivante : milieux à végétation arbustive et/ou herbacée (39,5 %), forêts (20,8 %), zones industrielles ou commerciales et réseaux de communication (17,6 %), zones urbanisées (16,5 %), prairies (5,7 %).

### Planification
La loi SRU du 13 décembre 2000 a incité fortement les communes à se regrouper au sein d’un établissement public, pour déterminer les partis d’aménagement de l’espace au sein d’un SCoT, un document essentiel d’orientation stratégique des politiques publiques à une grande échelle. La commune est dans le territoire du SCoT du Centre Ouest Aveyron approuvé en février 2020. La structure porteuse est le Pôle d'équilibre territorial et rural Centre Ouest Aveyron, qui associe neuf EPCI, notamment la communauté de communes Decazeville Communauté, dont la commune est membre.
La commune disposait en 2017 d'un plan local d'urbanisme en révision. Le zonage réglementaire et le règlement associé peuvent être consultés sur le Géoportail de l'urbanisme.

### Risques majeurs
Le territoire de la commune de Viviez est vulnérable à différents aléas naturels : inondations, climatiques (hiver exceptionnel ou canicule), feux de forêts et séisme (sismicité très faible). Il est également exposé à deux risques technologiques, le transport de matières dangereuses et la rupture d'un barrage, et à deux risques particuliers, les risques radon et minier,.

#### Risques naturels

Zones inondables de la commune de Viviez.

Certaines parties du territoire communal sont susceptibles d’être affectées par le risque d’inondation par débordement du Lot. Les dernières grandes crues historiques, ayant touché plusieurs parties du département, remontent aux 3 et 4 décembre 2003 (dans les bassins du Lot, de l'Aveyron, du Viaur et du Tarn) et au 28 novembre 2014 (bassins de la Sorgues et du Dourdou). Ce risque est pris en compte dans l'aménagement du territoire de la commune par le biais du Plan de prévention du risque inondation (PPRI) Lot aval, approuvé le 14 décembre 2006.
Le Plan départemental de protection des forêts contre les incendies découpe le département de l’Aveyron en sept « bassins de risque » et définit une sensibilité des communes à l’aléa feux de forêt (de faible à très forte). La commune est classée en sensibilité forte.

#### Risques technologiques
Le risque de transport de matières dangereuses sur la commune est lié à sa traversée par des infrastructures routières et ferroviaires importantes et la présence d'une canalisation de transport de gaz. Un accident se produisant sur de telles infrastructures est en effet susceptible d’avoir des effets graves au bâti ou aux personnes jusqu'à 350 m, selon la nature du matériau transporté. Des dispositions d'urbanisme peuvent être préconisées en conséquence.
Dans le département de l'Aveyron on dénombre huit grands barrages susceptibles d'occasionner des dégâts en cas de rupture. La commune fait partie des 64 communes susceptibles d’être touchées par l'onde de submersion consécutive à la rupture d'un de ces barrages.

#### Risques particuliers
La commune est concernée par le risque minier, principalement lié à l’évolution des cavités souterraines laissées à l'abandon et sans entretien après l'exploitation des mines.
Dans plusieurs parties du territoire national, le radon, accumulé dans certains logements ou autres locaux, peut constituer une source significative d'exposition de la population aux rayonnements ionisants. Toutes les communes du département sont concernées par le risque radon à un niveau plus ou moins élevé. Selon le dossier départemental des risques majeurs du département établi en 2013, la commune de Viviez est classée à risque moyen à élevé. Un décret du 4 juin 2018 a modifié la terminologie du zonage définie dans le code de la santé publique et a été complété par un arrêté du 27 juin 2018 portant délimitation des zones à potentiel radon du territoire français. La commune est désormais en zone 3, à savoir zone à potentiel radon significatif.

## Toponymie
Du latin vivarium (« vivier »).

## Histoire

### Époque contemporaine
En 1871, s'implante la Société des mines et fonderies de zinc de la Vieille-Montagne, l'industriel belge qui reprend la fonderie de zinc à Viviez, commune de l'Aveyron, dans le secteur minier de Decazeville, le laminoir et la zinguerie à Penchot. Les deux sites constituent l'un des plus importants établissements industriels de la région. Les deux cent cinquante emplois du début, en 1855, grimpent à neuf cents en 1903 et deux mille en 1917.
L'usine de Viviez est la première à s'équiper d'une électrolyse de zinc, en 1922. En 1970, le laminoir de Penchot est arrêté et l'actuel de Viviez mis en service.
Le 17 février 2024, un important incendie se déclare dans un entrepôt de 3 000 m2 contenant 900 tonnes de batteries du site industriel de Decazeville. En raison d'importantes fumées, les habitants d'une quarantaine d'habitations à proximité du site, au lieu-dit Le Crozet, sont confinés. 70 soldats du feu sont mobilisés pour combattre le sinistre à combustion lente avec l'aide des secours spécialisés en risques chimiques. L'incendie, dont l'origine  n'a pas été identifiée, n'a fait aucun blessé et les 130 employés n'ont pas été mis en chômage technique.

## Politique et administration

### Découpage territorial
La commune de Viviez est membre de la communauté de communes Decazeville Communauté, un établissement public de coopération intercommunale (EPCI) à fiscalité propre créé le 1er janvier 2017 dont le siège est à Decazeville. Ce dernier est par ailleurs membre d'autres groupements intercommunaux.
Sur le plan administratif, elle est rattachée à l'arrondissement de Villefranche-de-Rouergue, au département de l'Aveyron et à la région Occitanie. Sur le plan électoral, elle dépend du  canton de Lot et Dourdou pour l'élection des conseillers départementaux, depuis le redécoupage cantonal de 2014 entré en vigueur en 2015, et de la deuxième circonscription de l'Aveyron  pour les élections législatives, depuis le dernier découpage électoral de 2010.

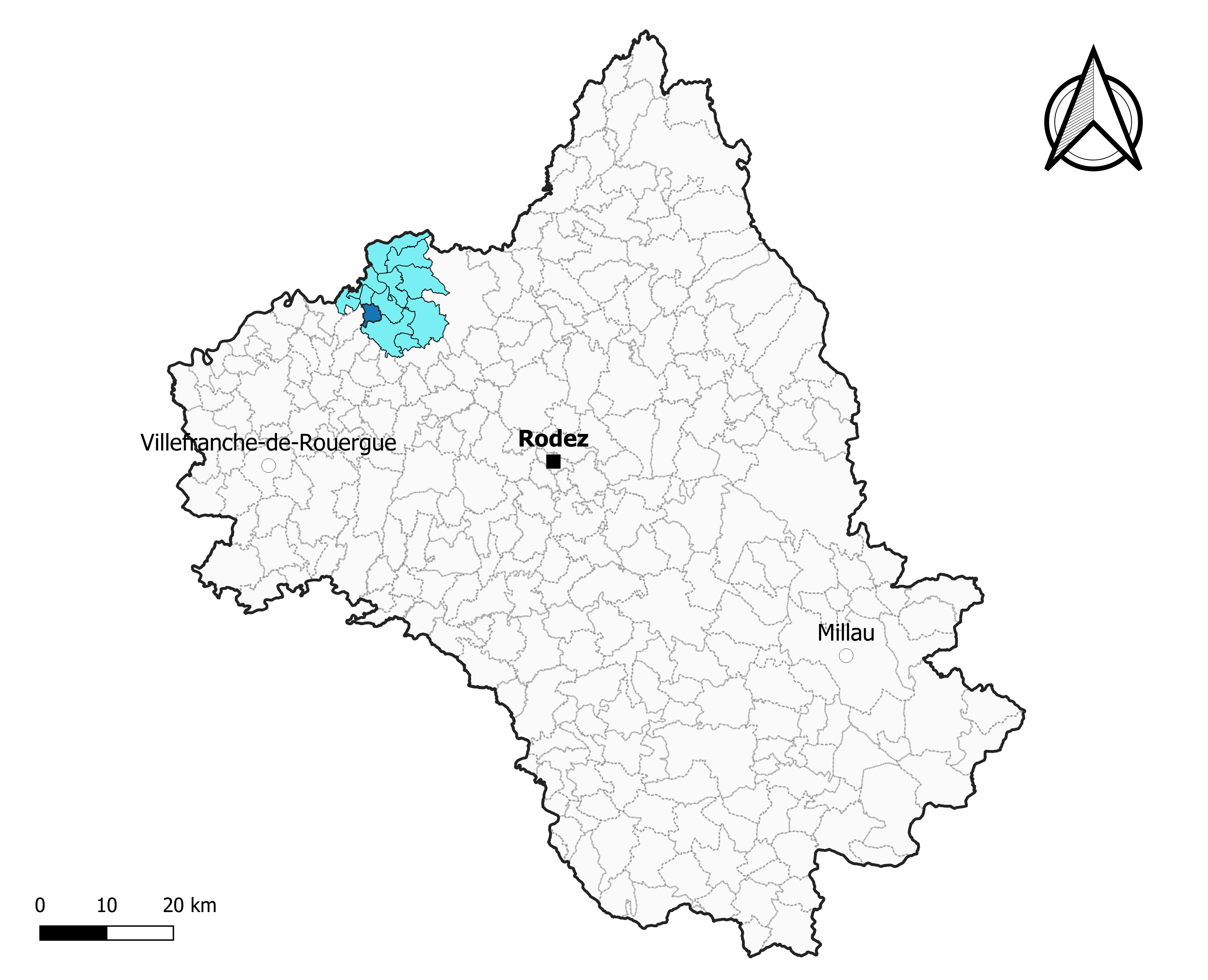
Viviez dans l'intercommunalité en 2020.
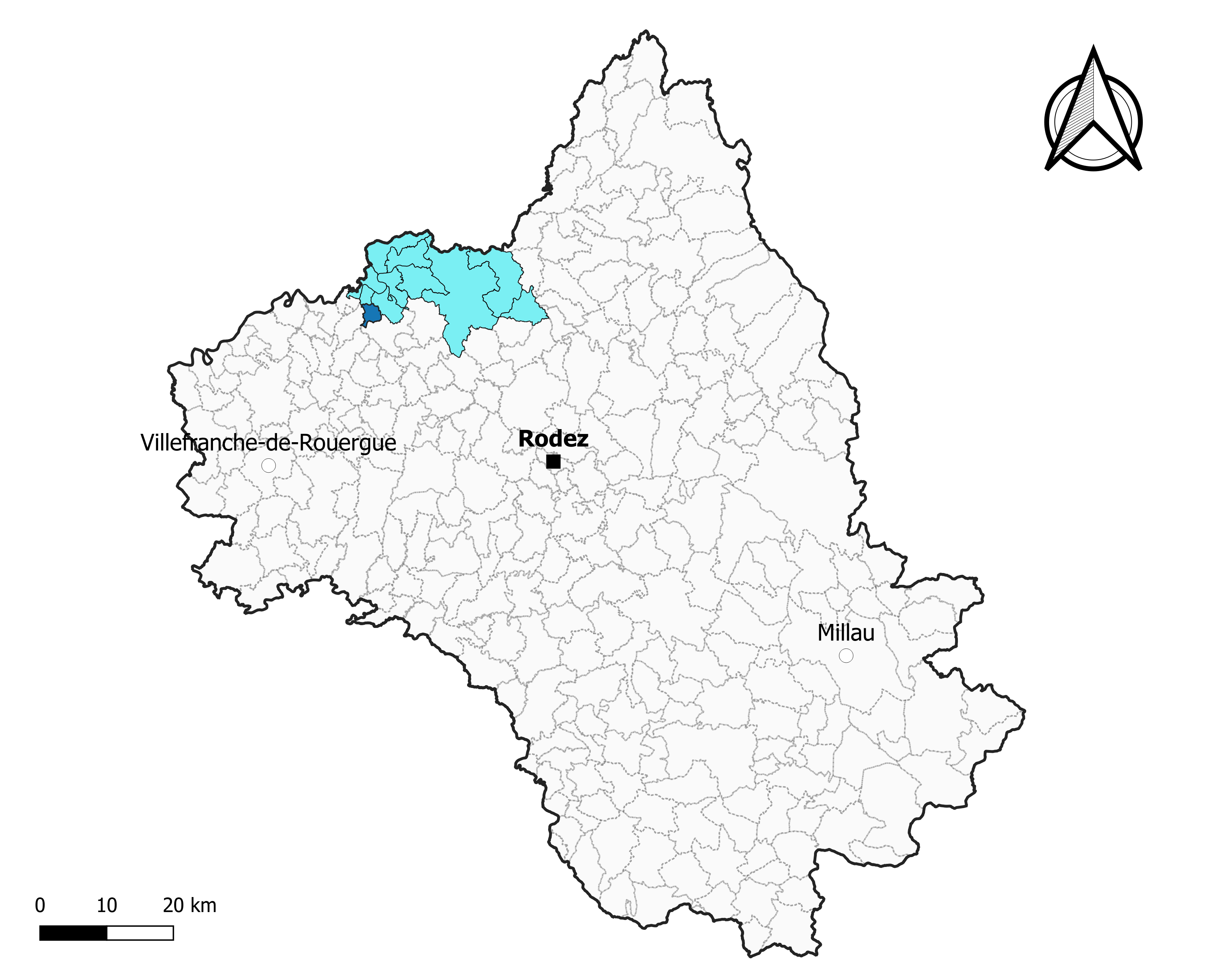
Viviez dans le canton de Lot et Dourdou en 2020.
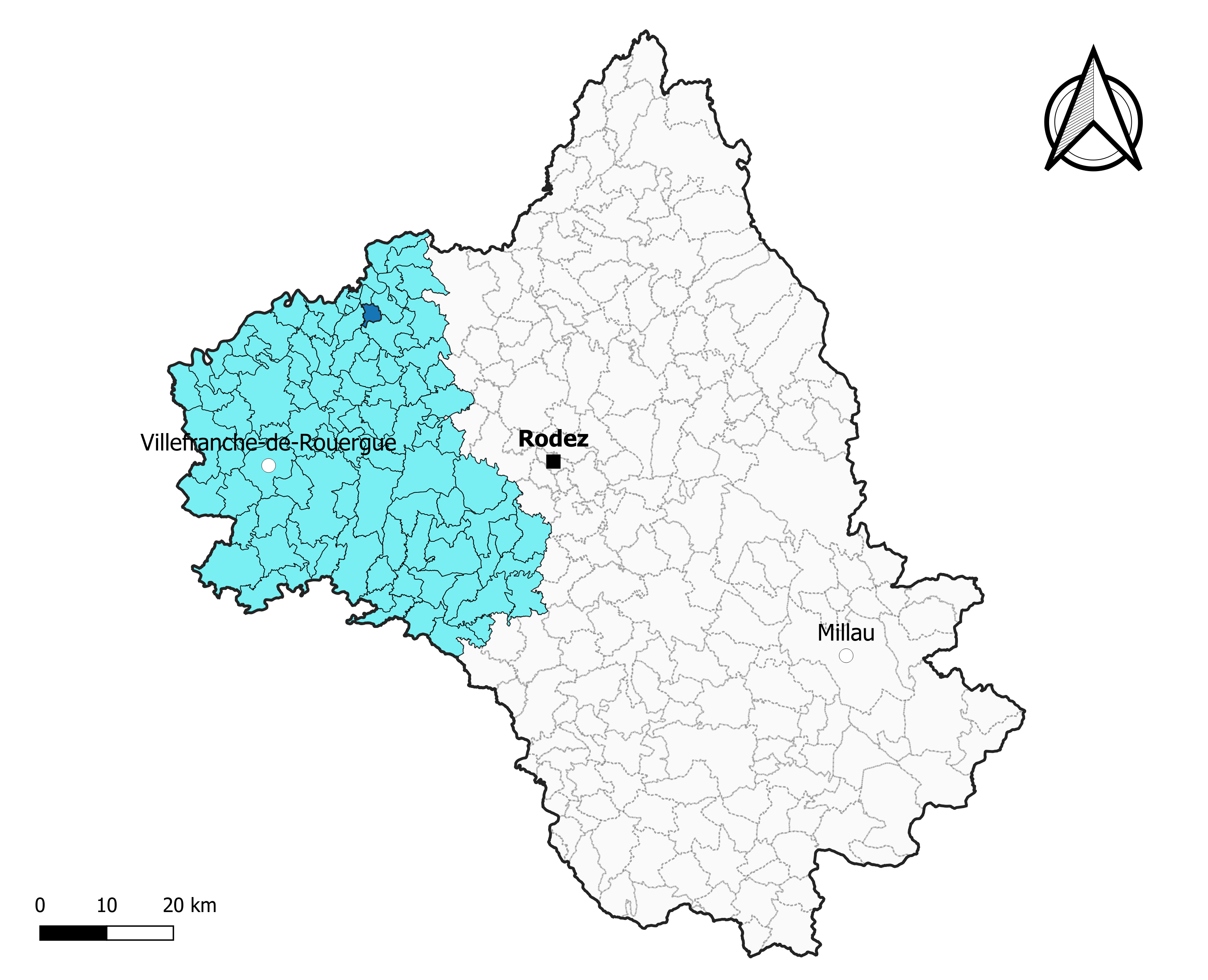
Viviez dans l'arrondissement de Villefranche-de-Rouergue en 2020.

### Élections municipales et communautaires

#### Élections de 2020
| Tête de liste     | Suffrages | Pourcentage | CM | CC |
| ----------------- | --------- | ----------- | -- | -- |
| Jean-Louis Denoit | 302       | 51,53 %     | 12 | 2  |
| Katia Langs       | 284       | 48,46 %     | 3  | 0  |

Le conseil municipal de Viviez, commune de plus de 1 000 habitants, est élu au scrutin proportionnel de liste à deux tours (sans aucune modification possible de la liste), pour un mandat de six ans renouvelable. Compte tenu de la population communale, le nombre de sièges à pourvoir lors des élections municipales de 2020 est de 15. Les quinze conseillers municipaux sont élus au premier tour avec un taux de participation de 62,81 %, se répartissant en douze issus de la liste conduite par Jean-Louis Denoit et trois issus de celle de Katia Langs. Jean-Louis Denoit, maire sortant, est réélu pour un nouveau mandat le 26 mai 2020.
Les deux sièges attribués à la commune au sein du conseil communautaire de la communauté de communes Decazeville Communauté sont alloués à la liste de Jean-Louis Denoit.

#### Liste des maires
| Période                                  | Période  | Identité           | Étiquette | Qualité        |
| ---------------------------------------- | -------- | ------------------ | --------- | -------------- |
| Les données manquantes sont à compléter. |          |                    |           |                |
| mars 2001                                | En cours | Jean-Louis Denoit, |           | Ancien employé |

## Population et société

### Démographie
L'évolution du nombre d'habitants est connue à travers les recensements de la population effectués dans la commune depuis 1793. Pour les communes de moins de 10 000 habitants, une enquête de recensement portant sur toute la population est réalisée tous les cinq ans, les populations de référence des années intermédiaires étant quant à elles estimées par interpolation ou extrapolation. Pour la commune, le premier recensement exhaustif entrant dans le cadre du nouveau dispositif a été réalisé en 2005.

En 2022, la commune comptait 1 214 habitants, en évolution de −4,93 % par rapport à 2016 (Aveyron : +0,37 %, France hors Mayotte : +2,11 %).
| 1793 | 1800 | 1806 | 1821 | 1831 | 1836 | 1841 | 1846  | 1851  |
| ---- | ---- | ---- | ---- | ---- | ---- | ---- | ----- | ----- |
| 516  | 585  | 746  | 735  | 754  | 912  | 852  | 1 014 | 1 149 |

| 1856  | 1861  | 1866  | 1872  | 1876  | 1881  | 1886  | 1891  | 1896  |
| ----- | ----- | ----- | ----- | ----- | ----- | ----- | ----- | ----- |
| 1 557 | 2 104 | 2 062 | 2 200 | 1 754 | 1 361 | 1 524 | 1 521 | 1 725 |

| 1901  | 1906  | 1911  | 1921  | 1926  | 1931  | 1936  | 1946  | 1954  |
| ----- | ----- | ----- | ----- | ----- | ----- | ----- | ----- | ----- |
| 2 040 | 2 231 | 3 334 | 3 309 | 3 614 | 3 385 | 2 917 | 2 961 | 3 165 |

| 1962  | 1968  | 1975  | 1982  | 1990  | 1999  | 2005  | 2006  | 2010  |
| ----- | ----- | ----- | ----- | ----- | ----- | ----- | ----- | ----- |
| 2 974 | 2 650 | 2 162 | 1 889 | 1 662 | 1 502 | 1 427 | 1 414 | 1 375 |

| 2015  | 2020  | 2022  | - | - | - | - | - | - |
| ----- | ----- | ----- | - | - | - | - | - | - |
| 1 276 | 1 227 | 1 214 | - | - | - | - | - | - |

### Sports
- Rugby à XV à l'Avenir Olympique de Viviez. L'association sportive a remporté le Championnat de France de rugby à XV de troisième division 1980-1981 après avoir battu l'Union Sportive Rabastanaise (Rabastens-de-Bigorre) en finale devant 5 000 spectateurs[46],[47].

## Économie

### Revenus
En 2018 (données Insee publiées en septembre 2021), la commune compte 628 ménages fiscaux, regroupant 1 199 personnes. La médiane du revenu disponible par unité de consommation est de 18 460 € (20 640 € dans le département).

### Emploi
| Division       | 2008  | 2013   | 2018   |
| -------------- | ----- | ------ | ------ |
| Commune        | 6,8 % | 11,1 % | 10,9 % |
| Département    | 5,4 % | 7,1 %  | 7,1 %  |
| France entière | 8,3 % | 10 %   | 10 %   |

En 2018, la population âgée de 15 à 64 ans s'élève à 687 personnes, parmi lesquelles on compte 70,4 % d'actifs (59,6 % ayant un emploi et 10,9 % de chômeurs) et 29,6 % d'inactifs,. En  2018, le taux de chômage communal (au sens du recensement) des 15-64 ans est supérieur à celui de la France et du département, alors qu'il était inférieur à celui de la France en 2008.
La commune fait partie du pôle principal de l'aire d'attraction de Decazeville,. Elle compte 985 emplois en 2018, contre 1 102 en 2013 et 1 256 en 2008. Le nombre d'actifs ayant un emploi résidant dans la commune est de 421, soit un indicateur de concentration d'emploi de 233,8 % et un taux d'activité parmi les 15 ans ou plus de 45,5 %.
Sur ces 421 actifs de 15 ans ou plus ayant un emploi, 100 travaillent dans la commune, soit 24 % des habitants. Pour se rendre au travail, 87,1 % des habitants utilisent un véhicule personnel ou de fonction à quatre roues, 0,5 % les transports en commun, 10,3 % s'y rendent en deux-roues, à vélo ou à pied et 2,2 % n'ont pas besoin de transport (travail au domicile).

### Activités hors agriculture

#### Secteurs d'activités
68 établissements sont implantés  à Viviez au 31 décembre 2019. Le tableau ci-dessous en détaille le nombre par secteur d'activité et compare les ratios avec ceux du département,.
| Secteur d'activité                                                                                        | Commune | Commune | Département |
| Secteur d'activité                                                                                        | Nombre  | %       | %           |
| --- | ------- | ------- | ----------- |
| Ensemble                                                                                                  | 68      |         |             |
| Industrie manufacturière, industries extractives et autres                                                | 16      | 23,5 %  | (17,7 %)    |
| Construction                                                                                              | 11      | 16,2 %  | (13 %)      |
| Commerce de gros et de détail, transports, hébergement et restauration                                    | 22      | 32,4 %  | (27,5 %)    |
| Activités financières et d'assurance                                                                      | 3       | 4,4 %   | (3,4 %)     |
| Activités immobilières                                                                                    | 1       | 1,5 %   | (4,2 %)     |
| Activités spécialisées, scientifiques et techniques et activités de services administratifs et de soutien | 3       | 4,4 %   | (12,4 %)    |
| Administration publique, enseignement, santé humaine et action sociale                                    | 6       | 8,8 %   | (12,7 %)    |
| Autres activités de services                                                                              | 6       | 8,8 %   | (7,8 %)     |

Le secteur du commerce de gros et de détail, des transports, de l'hébergement et de la restauration est prépondérant sur la commune puisqu'il représente 32,4 % du nombre total d'établissements de la commune (22 sur les 68 entreprises implantées à Viviez), contre 27,5 % au niveau départemental.

#### Entreprises
Les cinq entreprises ayant leur siège social sur le territoire communal qui génèrent le plus de chiffre d'affaires en 2020 sont : 
- Soc Nouvelle D'affinage Des Metaux - Snam, métallurgie des autres métaux non ferreux (10 340 k€) dont le site a été touché par des explosions et un incendie dans une installation de stockage de batteries au lithium, le 17 février 2024 ;
- Vamieux, supermarchés (10 284 k€)[49] ;
- Société Plastiques Aveyron - Sopave, fabrication d'emballages en matières plastiques (120 k€), dont le site a été touché par des explosions et un incendie dans une installation de stockage de batteries au lithium, le 17 février 2024 [49], ayant généré une épaisse fumée noire, et ayant justifié une enquête par le BEA-RI[50],[51] ;
- Phenix Batteries, fabrication de piles et d'accumulateurs électriques (16 k€) ;
- Snam Groupe, gestion de fonds (6 k€).

### Agriculture
|               | 1988 | 2000 | 2010 | 2020 |
| ------------- | ---- | ---- | ---- | ---- |
| Exploitations | 0    | 1    | 0    | 1    |
| SAU (ha)      | 0    | 6    | 0    | 1    |

La commune est dans la « Viadène et vallée du Lot », une petite région agricole occupant le nord-ouest du département de l'Aveyron. En 2020, l'orientation technico-économique de l'agriculture sur la commune est l'exploitation de grandes cultures (hors céréales et oléoprotéagineuses). Une seule exploitation agricole ayant son siège dans la commune est recensée lors du recensement agricole de 2020 (aucune  en 1988). La superficie agricole utilisée est de 1 ha,,.

## Culture locale et patrimoine

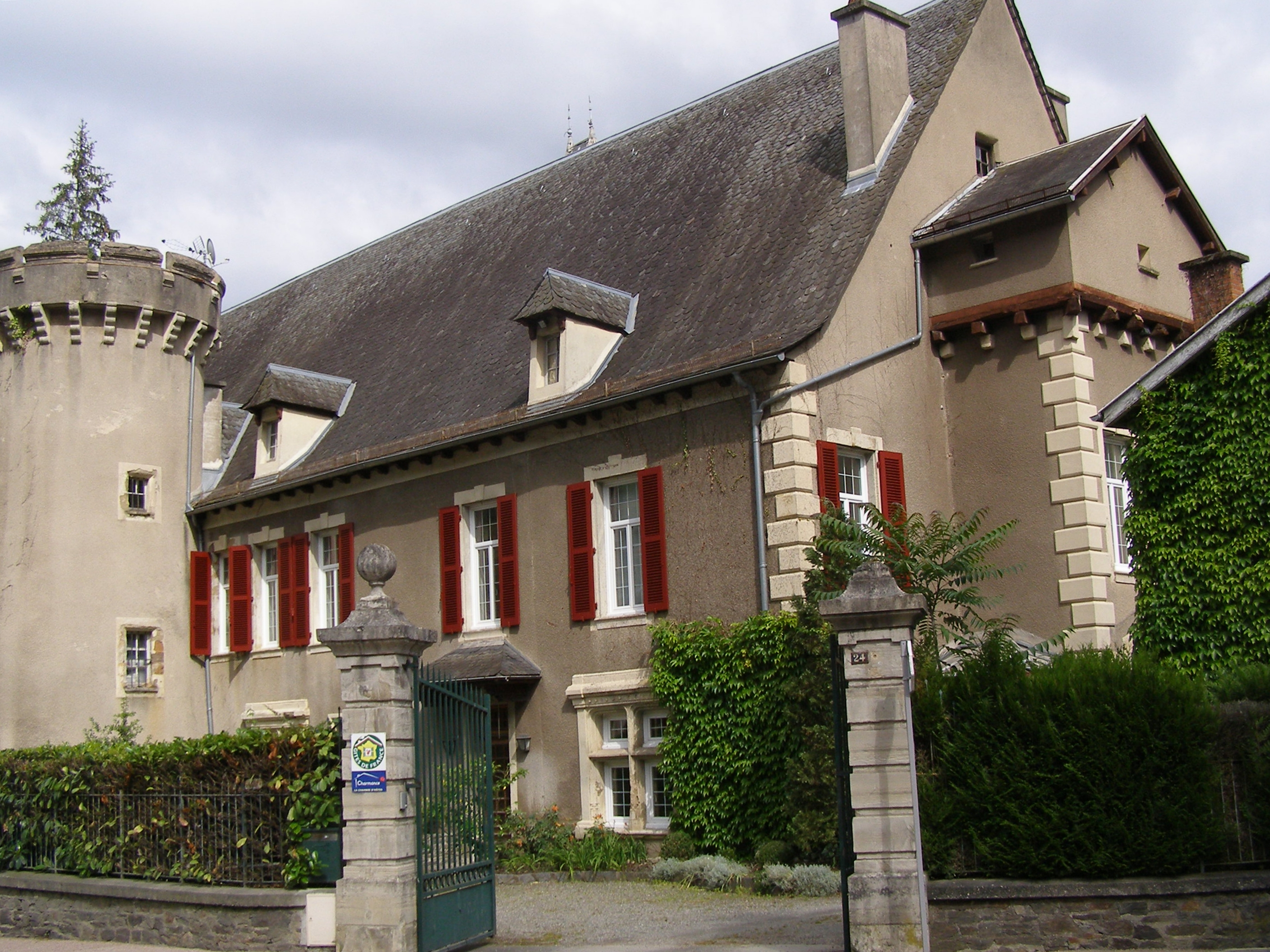
Le château.

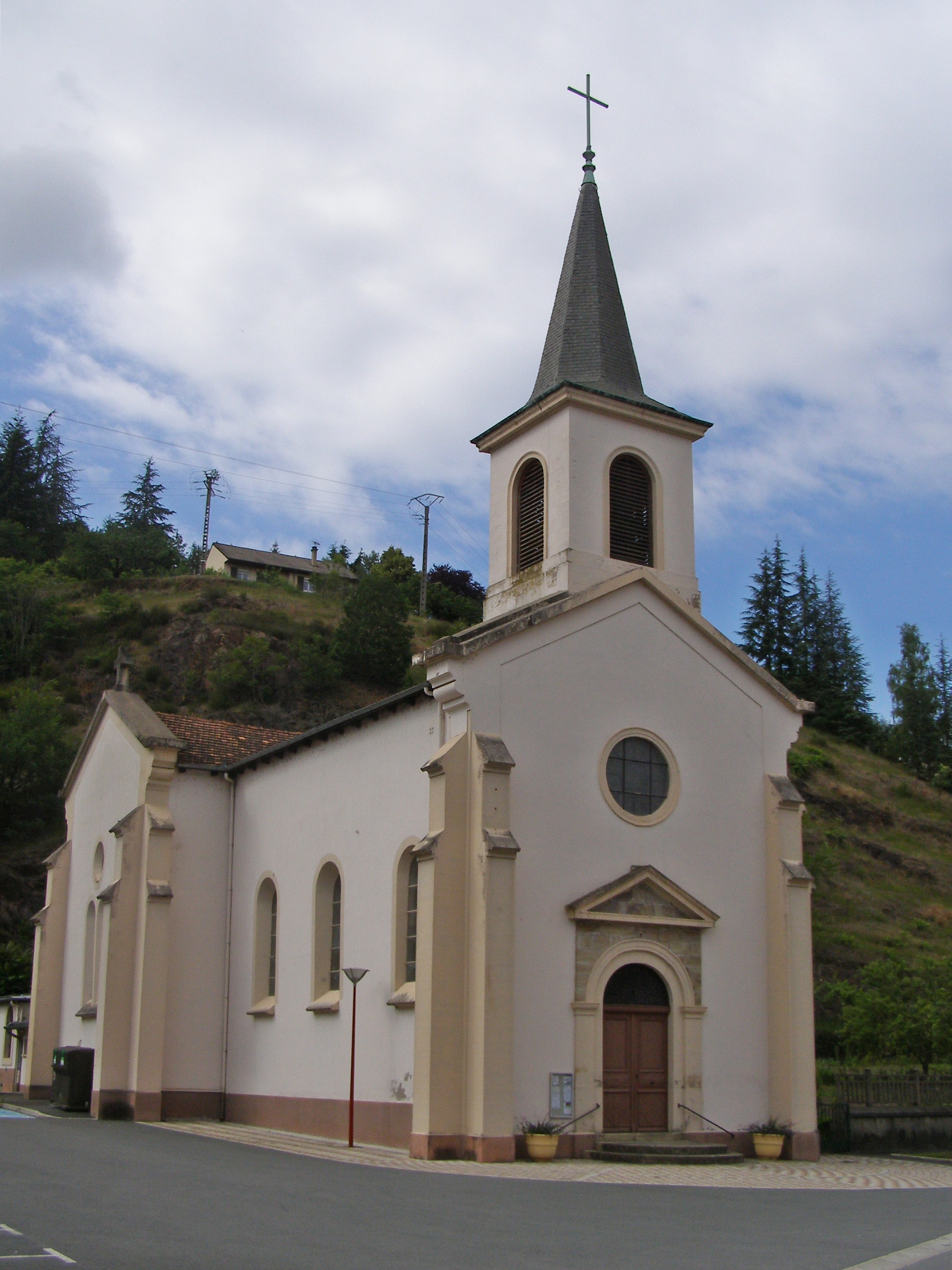
L'église.

### Édifices civils
- Château.

### Édifices religieux
- Église Saint-Martin de Viviez[55]. L'édifice a été restauré en 2016[55].

### Personnalités liées à la commune
- Jean-François Perrin de Rosier, né le 30 juin 1749 à Viviez (Aveyron) et décédé le 29 mars 1790 à Paris, homme politique, député du tiers état aux états généraux de 1789.
- Valentin Perrin-Lasfargues, né le 12 mai 1750 à Viviez (Aveyron) et mort le 25 mai 1830 au même lieu, homme politique.
- Jules Rozières né le 11 juin 1843 à Viviez (Aveyron) et décédé le 19 mai 1903 à Bagnac-sur-Célé (Lot), homme politique.
- Jean-Auguste Brutails : né à Viviez en 1859, archiviste, historien d'Art et paléographe.
- Raoul Jourde : né à Viviez en 1889, architecte français de Bordeaux qui s'illustra principalement durant la période Art déco.
- Jean Puech : né à Viviez en 1942, ministre de l'Agriculture et de la Pêche de 1993 à 1995. Il fut aussi sénateur, président du Conseil général de l'Aveyron (1976-2008) et maire de Rignac.
- Guy Brunet : né à Viviez en 1945, cinéaste autodidacte il réalise des films d'animation inspiré du cinéma hollywoodien des années 1930.

### Galerie de photos

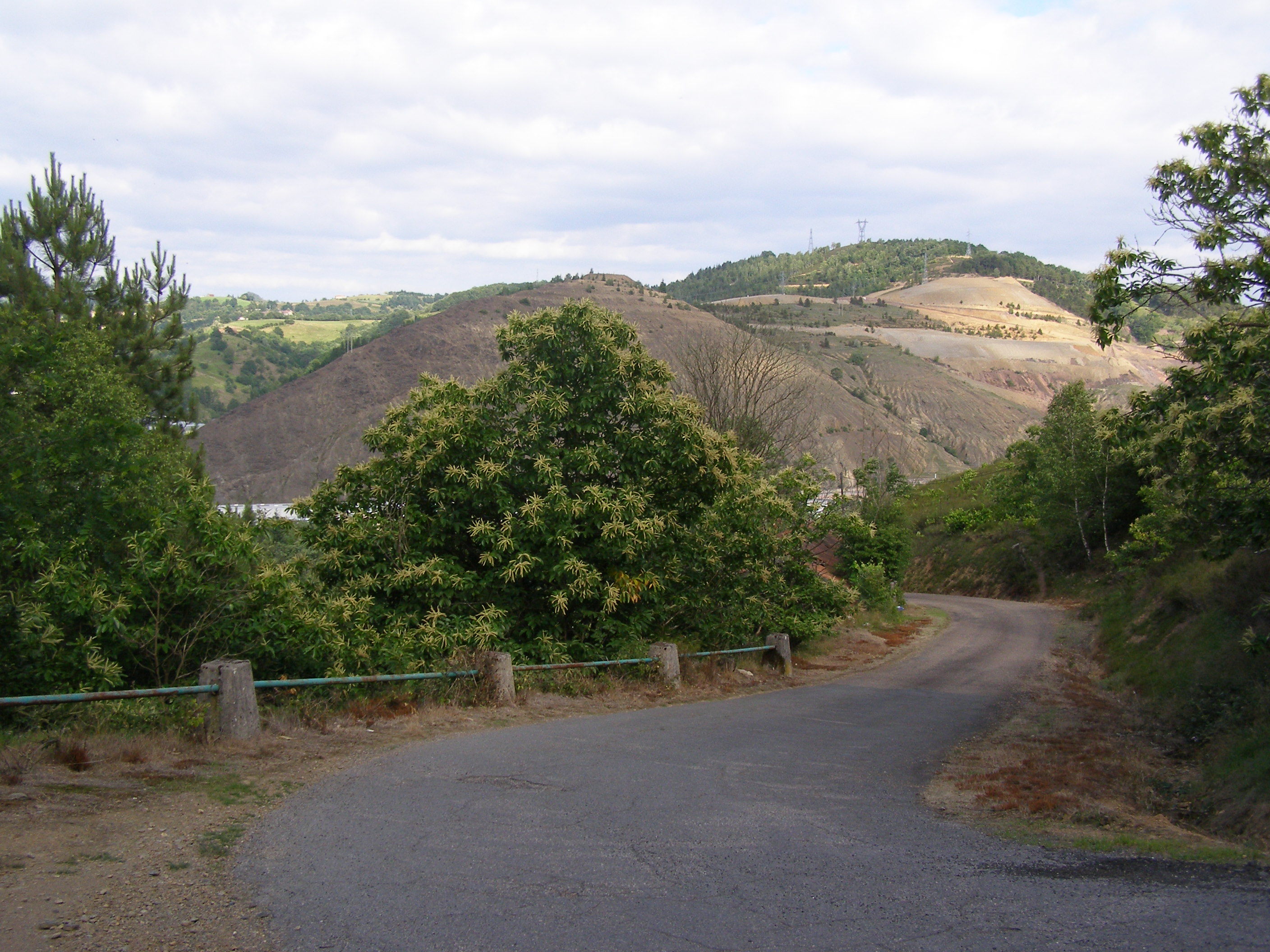
Vue sur la montagne pelée.
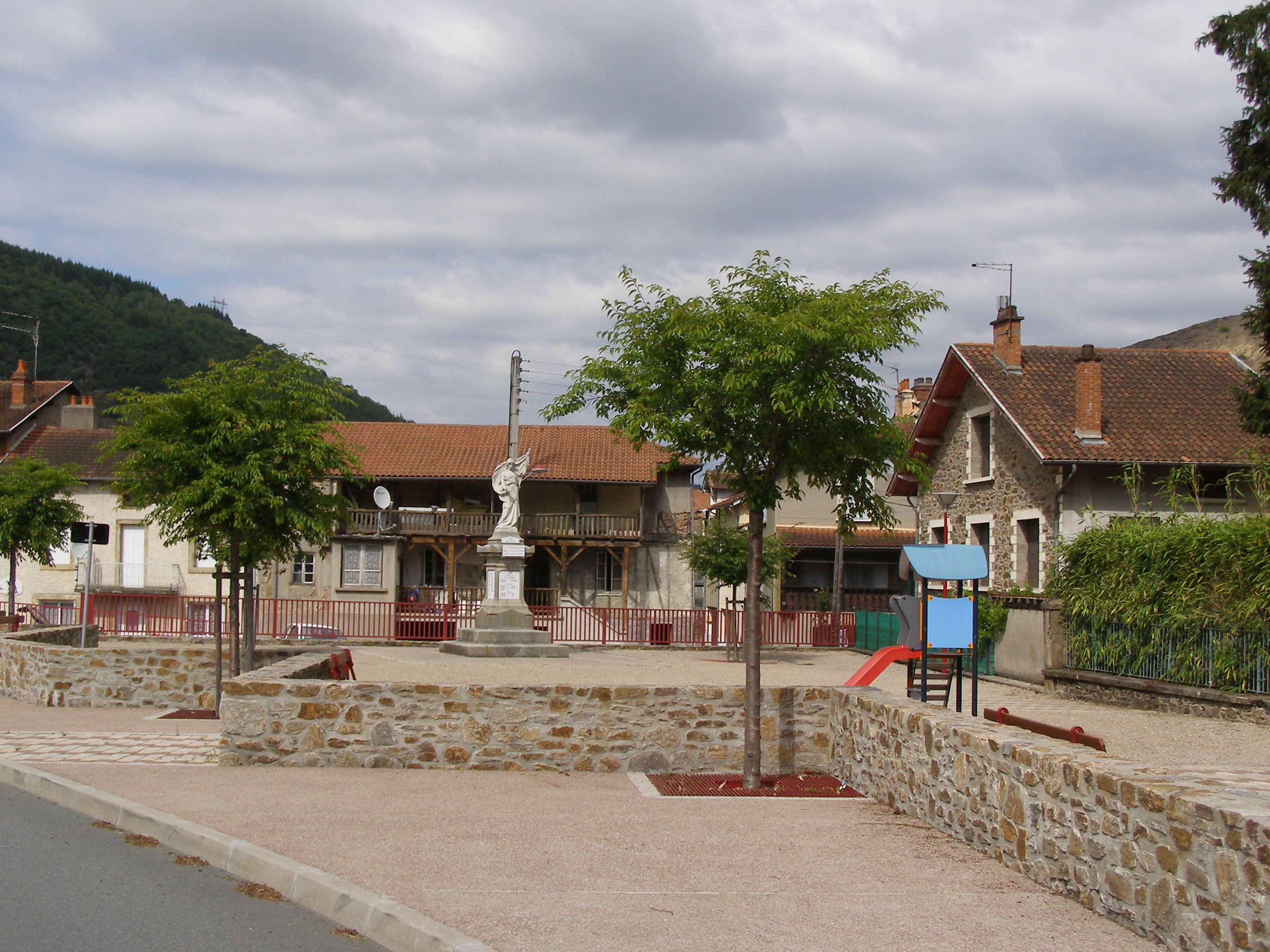
Petit jardin public (place de l'église).
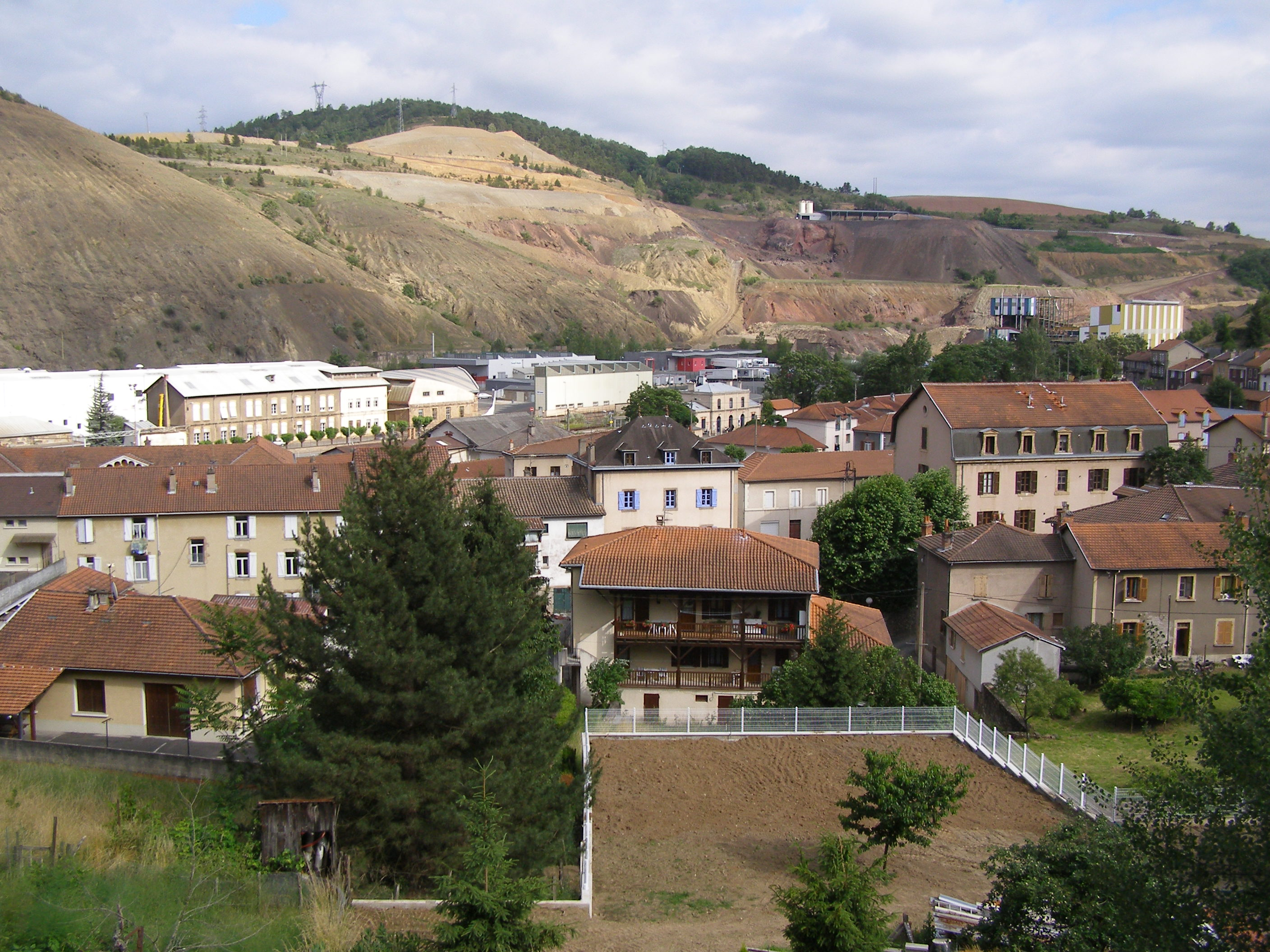
Vue partielle sur les toits de Viviez-Bourg.
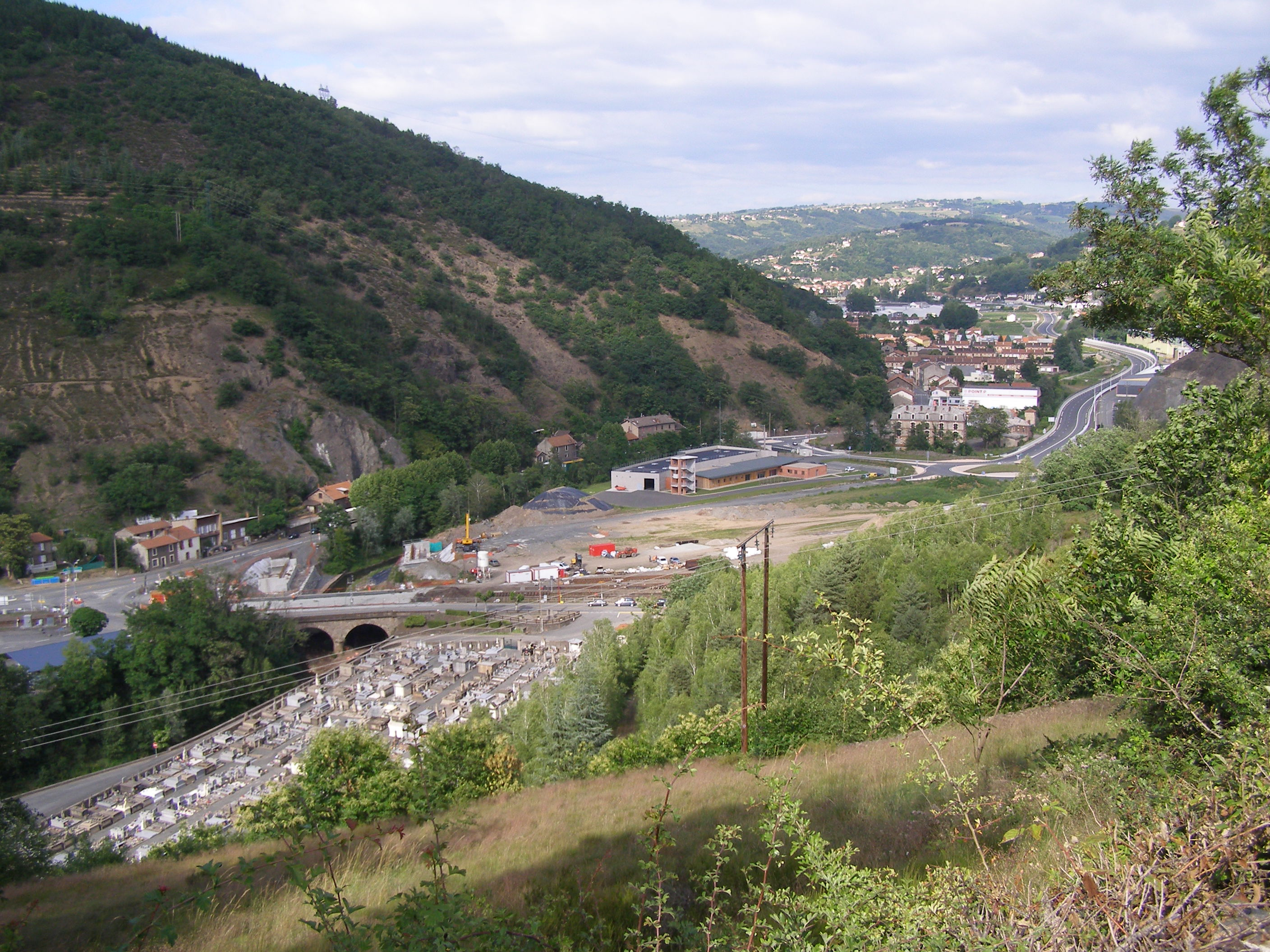
Vue sur le cimetière et sur Viviez-Pont.